# Короткочубый калао
Короткочубый калао (лат. Anorrhinus galeritus) — азиатский вид птиц, принадлежащий к семейству птиц-носорогов (Bucerotidae). Встречается на островах Юго-Восточной Азии на Суматре и Борнео, на островах Натуна и на Малайском полуострове.

## Внешний вид и строение
Короткочубый калао — птица-носорог среднего размера, общая длина которой составляет от 65 до 70 сантиметров, а масса — от 1134 до 1247 г. Оперение тёмно-коричневое с зеленоватым оттенком на спине. Хвост серо-коричневый, кончик хвоста чёрный. Голая кожа вокруг глаз и голое горло синего цвета. За каждым глазом есть белое пятно. Радужка красная, ноги тёмно-коричневые. Клюв самца чёрный, самки желтоватый с черноватым основанием. Молодые птицы напоминают взрослых самцов, однако их перья имеют коричневые кончики, на брюхе они светлее, клюв оливково-зеленый, глаза коричневые, а голая кожа лица светло-желтая. Взрослую окраску они приобретают на втором году жизни.

## Места обитания и образ жизни
Короткочубый калао встречается в вечнозеленых густых лесах, на Суматре до высоты 1800 метров и на материковой части Юго-Восточной Азии до высоты 1220 метров. Предпочитают леса с со множеством фиговых деревьев, но вид встречается также в лесах с преобладанием диптерокарповых и в торфяно-болотных лесах. Их чаще всего можно увидеть по краям полян, а также по берегам рек и ручьев. Короткочубый калао питаются фруктами, насекомыми, мелкими ящерицами и лягушками. Предпочтительны фрукты, содержащие много жира, например, плоды мелиевых и мускатниковых, а также инжир. По наблюдениям, проведенным на Суматре, доля животной пищи у короткочубых калао самая большая среди всех птиц-носорогов. В поисках пищи птицы часто образуют небольшие группы.
Короткочубые калао размножаются круглый год. Размножение происходит при наличии большого количества пищи и при благоприятных обстоятельствах может быть два выводка в год, но быть и один выводок в два года. Как и другие птицы-носороги, короткочубый калао гнездится в больших (диаметром 50 см) естественных дуплах деревьев на высоте от 10 до 25 метров от земли. Размножаются группами с доминирующей парой и несколькими молодыми помощниками, преимущественно самцами. В кладке 2—3 яйца, которые насиживает самка около 30 дней. Кожа голых, только что вылупившихся птенцов желтовато-розового цвета. Во время размножения самка линяет. Самку и птенцов кормят самцы срыгнутыми фруктами и мелкими животными. Птенцы оперяются примерно через 60 дней. За неделю до этого самка покидает дупло. Оперившиеся молодые птицы остаются в родительской группе еще 5-6 месяцев.

## Систематика
Короткочубый калао был впервые научно описан в 1831 году голландским зоологом Коэнраадом Якобом Темминком. Вместе с Anorrhinus austeni и Anorrhinus tickelli, оба из материковой части Юго-Восточной Азии, он образует род короткочубых калао (Anorrhinus), который был выведен в 1849 году немецким натуралистом Людвигом Райхенбахом. Однако некоторые авторы относят эти два вида к Ptilolaemus. Тогда род Anorrhinus был бы монотипическим, единственным видом был бы короткочубый калао.

## Угрозы для вида
Короткочубый калао считается видом, близким к уязвимому положению. Хотя он имеет большой ареал, он не распространен на большей части ареала и страдает от незаконных вырубок, браконьерства и других посягательств на лес. Однако вид обладает определенной устойчивостью к изменениям среды обитания и встречается во вторичных лесах.